# Millepora dichotoma
Il corallo di fuoco (Millepora dichotoma Forskål, 1775) è un idrozoo della famiglia Milleporidae.

## Distribuzione e habitat
Molto comune nell'Oceano Indiano e nell'Oceano Pacifico occidentale, nel Mar Rosso dalle Samoa al Sudafrica, in zone esposte alla corrente fino a circa 35 metri di profondità.

## Descrizione
È un organismo strettamente coloniale, dotato di un fragile scheletro calcareo, che forma ramificazioni fino ad un metro di altezza. La parte terminale di queste è più chiara del resto del corpo, di colore da bianco a giallo-arancio. Le nematocisti contengono una tossina che causa ustioni a contatto (da qui il nome di corallo di fuoco).

## Biologia
Costituisce la preda del mollusco nudibranco Phyllidia rosans.